# Élections municipales de 1986 à Montréal
Les élections municipales de 1986 à Montréal se déroulent le 9 novembre 1986. Le maire sortant, Jean Drapeau du Parti civique (PC), en poste depuis 1960, décide de ne pas se représenter. C'est le candidat arrivé en deuxième lors des élections précédentes en 1982, Jean Doré du Rassemblement des citoyens (RCM) , qui remporte l'élection.

## Résultats

### Mairie
| Partis        | Partis                     | Candidats              | Vote    | %     |
| ------------- | -------------------------- | ---------------------- | ------- | ----- |
|               | Rassemblement des citoyens | Jean Doré              | 230 025 | 67,70 |
|               | Parti civique              | Claude Dupras          | 99 739  | 29,35 |
|               | Alliance démocratique      | Kenneth Cheung         | 4 108   | 1,21  |
|               | Indépendant                | Marie-Claire Desroches | 2 282   | 0,67  |
|               | Indépendant                | Gilles Côté            | 1 676   | 0,49  |
|               | Indépendant                | Philip Moscovitch      | 1 235   | 0,36  |
|               | Indépendant                | Ned Dmytryshyn         | 708     | 0,21  |
|               |                            |                        |         |       |
| Votes valides | Votes valides              | Votes valides          | 339 773 | 100   |
| Inscrits      | Inscrits                   | Inscrits               | 695 845 |       |

### Conseil municipal
| PARTI                                  | SIÈGES AU CONSEIL MUNICPAL |
| -------------------------------------- | -------------------------- |
| Rassemblement des citoyens de Montréal | 55 / 58                    |
| Parti civique                          | 1 / 58                     |
| Alliance démocratique                  | 1 / 58                     |
| Indépendant                            | 1 / 58                     |

### Élections partielles

#### Élection du9 avril 1989
Élection tenue le 9 avril 1989 pour remplacer le conseiller Benoît Tremblay (RCM), élu député progressiste-conservateur de la circonscription de Rosemont lors de l'élection fédérale de 1988.
| Partis | Partis                     | Candidats         | Votes | %     |
| ------ | -------------------------- | ----------------- | ----- | ----- |
|        | Parti civique              | Serge Sauvageau   | 1 367 | 39,78 |
|        | Parti municipal (en)       | Alain André (en)  | 1 342 | 39,06 |
|        | Rassemblement des citoyens | Michel Drainville | 727   | 21,16 |
|        | Alliance démocratique      | Patricia Métivier | NC    | NC    |

#### Élection du25 mai 1989
| Partis | Partis                     | Candidats          | Votes | %     |
| ------ | -------------------------- | ------------------ | ----- | ----- |
|        | Parti municipal (en)       | Stavros Zagakos    | 1 480 | 26,48 |
|        | Rassemblement des citoyens | Costas Vragas      | 1 464 | 26,19 |
|        | Parti civique              | Pota Roumeliotis   | 1 256 | 22,47 |
|        | Indépendant                | Angelo Diacoumacos | 1 180 | 21,11 |
|        | Alliance démocratique      | Panayotis Kyriacou | 209   | 3,74  |

## Sources bibliographiques
- (en) Cet article est partiellement ou en totalité issu de l’article de Wikipédia en anglais intitulé « Montreal municipal election, 1986 » (voir la liste des auteurs).